# ピア・ケストナー
ピア・ケストナー（Pia Kästner、1998年6月29日 - ）はドイツの女子バレーボール選手。ポジションはセッター。ドイツ代表。

## 来歴

### クラブチーム
アイゼンヒュッテンシュタット出身。2015年、VCO Berlinへ入団しバレーボール選手としてのキャリアをスタートさせる。2017年、強豪クラブのアリアンツ MTV シュトゥットガルトに加入。4年間在籍し、2018/19シーズンにはブンデスリーガで優勝、欧州チャンピオンズリーグでベスト8となった。2020/21シーズンのブンデスリーガでは準優勝を果たした。2021/22シーズンはフランスリーグのVolley Mulhouse Alsaceへ移籍し、フランスリーグで準優勝となった。2022/23シーズンはブンデスリーガの強豪シュヴェリーンSCと契約した。

### 代表チーム
アンダーカテゴリーの代表として2015年のU-18世界選手権に出場し6位となった。2017年、U-20世界選手権では5位となった。2018年、シニアのドイツ代表に初選出された。同年のネーションズリーグでデビュー。同年9-10月の世界選手権に出場した。2019年と2021年の欧州選手権に出場した。2022年の世界選手権では正セッターとして活躍した。

## 球歴
- 世界選手権 - 2018年、2022年
- 欧州選手権 - 2019年、2021年
- ネーションズリーグ - 2018年、2019年、2021年、2022年

## 所属クラブ
- VCO Berlin（2015-2017年）
- アリアンツ MTV シュトゥットガルト（2017-2021年）
- Volley Mulhouse Alsace（2021-2022年）
- シュヴェリーンSC（2022-2024年）
- メガボックス・オンドゥラティ・デルサビオ・ヴァッレフォリア（2024年-）